# Halichoeres brasiliensis
Halichoeres brasiliensis (Bloch, 1791) è un pesce di mare appartenente alla famiglia Labridae.

## Distribuzione e habitat
Proviene dalle barriere coralline dell'oceano Atlantico, in particolare dalle coste di Trindade e Martim Vaz e Brasile. Nuota fino a 60 m di profondità, anche se gli esemplari più giovani difficilmente scendono al di sotto dei 10.

## Descrizione
Somiglia molto a Halichoeres radiatus, di cui era considerato in passato sinonimo, ma se ne distingue grazie alla diversa colorazione della pinna caudale, blu sul bordo e non gialla, e all'assenza di macchie bianche sul dorso.
Il corpo è allungato e leggermente compresso sui lati. Gli esemplari giovanili sono prevalentemente arancioni, ma il ventre è coperto da due fasce bianche. La pinna dorsale è arancione con due macchie nere dal bordo chiaro, una particolarmente ampia; una macchia simile ma più piccola è presente sul peduncolo caudale.
Gli adulti sono verdi con strisce orizzontali di piccole macchie bluastre e arancioni. Sulla testa la colorazione è composta da striature blu e arancioni irregolari che partono dall'occhio, sempre su sfondo verde. Sulla mascella inferiore sono presenti 4 denti particolarmente sporgente rispetto agli altri.
La lunghezza massima registrata è di 39,5 cm.

## Alimentazione
Si nutre di piccoli invertebrati acquatici.

## Conservazione
È una specie comune che però è sottoposta a pesca intensiva, in particolare per l'acquariofilia, ma è abbastanza ricercata anche dai pesca sportiva. Non è noto quanto queste attività incidano sulla popolazione di H. brasiliensis, quindi viene classificato come "dati insufficienti" (DD) dalla lista rossa IUCN.